# NGC 7011
NGC 7011, également appelé les mini Hyades est un amas ouvert situé dans la constellation du Cygne. Il a été découvert par britannique John Herschel en 1829.
NGC 7011 est à 1 070 ± 49 pc (∼3 490 al) du système solaire et les dernières estimations donnent un âge de 0,4 ± 0,01 milliard d'années. La taille apparente de l'amas est de 4,4 minutes d'arc, ce qui, compte tenu de la distance et grâce à un calcul simple, équivaut à une taille réelle de 5,2 ± 0,2 al.
Wolfgang Steinicke  ainsi que le professeur Seligman considèrent NGC 7011 comme un groupe d'étoiles et non comme un amas ouvert. De plus, NGC 7011 ne figure pas sur le site WEBDA qui est consacré aux amas ouverts. Cependant, les bases de données Simbad et NASA/IPAC le considèrent comme un amas ouvert.